# Єппе Хейб'єрг
Єппе Хейб'єрг (дан. Jeppe Højbjerg; нар. 30 квітня 1995) — данський футболіст, воротар.
Виступав, зокрема, за клуб «Фредерісія», а також олімпійську збірну Данії.

## Клубна кар'єра
Народився 30 квітня 1995 року. Вихованець футбольної школи клубу «Есб'єрг».
У дорослому футболі дебютував 2013 року виступами за команду клубу «Есб'єрг», в якій провів дев'ять сезонів, взявши участь у 156 матчах чемпіонату. На правха оренди у 2015 році виступав за клуб «Фредерісія».
У 2022 році Єппе захищав кольори першолігової команди «Фремад Амагер».
До складу клубу Фредерісія повернувся 2023 року. Наприкінці сезону так і не провівши жодної гри в основі покинув команду.

## Виступи за збірні
2013 року дебютував у складі юнацької збірної Данії (U-19), взяв участь у 10 іграх на юнацькому рівні.
2016 року захищав кольори олімпійської збірної Данії. У складі цієї команди провів 4 матчі, пропустив 6 голів. У складі збірної — учасник  футбольного турніру на Олімпійських іграх 2016 року у Ріо-де-Жанейро.